# Mahmundi (álbum)
Mahmundi é o álbum de estreia da cantora e compositora brasileira Mahmundi, lançado pelo selo Stereomono/Skol Music em 06 de maio de 2016, em plataformas digitais. Posteriormente a edição física foi lançada em CD.

## O álbum
Depois de dois EPs bem sucedidos, Mahmundi lançou seu álbum de estreia, produzido por ela mesma, sob a direção artística de Miranda (produtor e diretor do selo Stereomono, da Skol Music) e supervisão de Alexandre Kassin. A sonoridade do álbum se destaca por remeter ao pop nostálgico da década de 1980, recheada de sintetizadores e elementos eletrônicos, com letras fáceis e virtuosas. Das dez faixas, cinco já haviam sido lançadas anteriormente: "Quase sempre", "Calor do Amor" e "Desaguar" no EP Efeito das Cores (2012); "Leve" no EP Setembro (2013); e "Sentimento", faixa de encerramento do disco, que fora originalmente lançada em 2014, sendo vencedora na categoria Nova Canção no Prêmio Multishow daquele ano. Todas ganharam um novo arranjo para o álbum. O primeiro single foi "Eterno Verão", lançado em novembro de 2015. "Hit" tornou-se o carro-chefe do disco e ganhou um clipe em novembro de 2016.

## Gravação
O disco foi quase todo gravado em seu home studio, no Rio de Janeiro, no decorrer do ano anterior ao lançamento. 
| “ | Em janeiro de 2015 ele já estava pronto lá no meu quartinho. De janeiro e abril eu terminei os arranjos, chamei os amigos pra tocar. Em outubro vim para SP trabalhar com o Miranda, que foi mais um trabalho de gravar as vozes. | ” |

## Capa
A capa, em tons alaranjados, mostra o clima "veranesco" a que se propõe o disco, contrastando com a silhueta da cantora de perfil. No encarte do CD, a transição dia/noite fica perceptível, talvez representando os dois lados do repertório do álbum. O trabalho teve direção artística de Hugo Braga (Yugo), design de Bettina Birmacker e fotos de Eduardo Magalhães. Venceu na categoria "melhor capa de disco" do Prêmio Multishow de Música Brasileira 2016.

## Lançamento e recepção
| Críticas profissionais | Críticas profissionais |
| Avaliações da crítica  | Avaliações da crítica  |
| Fonte                  | Avaliação              |
| ---------------------- | ---------------------- |
| Miojo Indie            | 8.6/10                 |
| M.O.V.I.N [UP]         | (favorável)            |
| Super Gospel           | [ 10 ]                 |

Mahmundi recebeu aclamação da mídia especializada. Em crítica publicada pelo Miojo Indie, o álbum foi classificado como um "verdadeiro catálogo de composições preciosas, como se cada faixa do disco servisse de base para a canção seguinte". Também favorável foi a análise publicada pela revista M.O.V.I.N [UP], que apontou a visão artística da cantora. "Mahmundi já beira os 30 anos e sua idade e sua experiência prévia ajudam a pular erros comuns que artistas iniciantes cometem, por crueza ou falta de estrada".
Apesar de não ser um álbum religioso, Mahmundi também ganhou destaque na imprensa religiosa por suas letras e pela participação antiga de Mahmundi como vocalista na banda Velho Irlandês. Em crítica publicada pelo Super Gospel, foi dito que o projeto "manteve os fundamentos dos seus tempos na banda Velho Irlandês: suas canções pop de verão de influência oitentista carregam nostalgia e também uma espiritualidade que pode facilmente passar despercebida para os desatentos" e foi eleito o 5º melhor álbum da década de 2010.
A revista Rolling Stone Brasil o elegeu o 6º melhor disco brasileiro de 2016.

## Faixas
1. "Hit" - 04:06
2. "Azul" - 04:30
3. "Eterno Verão" - 03:33
4. "Desaguar" - 03:53
5. "Meu Amor" - 04:04
6. "Calor do Amor" - 04:00
7. "Leve" - 04:56
8. "Quase Sempre" - 04:34
9. "Wild" - 03:52
10. "Sentimento" - 04:36